# 6927 Tonegawa
6927 Tonegawa è un asteroide della fascia principale. Scoperto nel 1994, presenta un'orbita caratterizzata da un semiasse maggiore pari a 2,3402853 UA e da un'eccentricità di 0,0092021, inclinata di 4,82306° rispetto all'eclittica.